# Sự kiện Vũng Rô
Sự kiện Vũng Rô diễn ra từ ngày 16 đến ngày 24 tháng 2 năm 1965 tại vịnh Vũng Rô (tỉnh Phú Yên), nói về việc phá hủy tàu C-143 (thuộc đoàn tàu Không số) của Lữ đoàn 125 Hải quân Nhân dân Việt Nam trong lúc bốc dỡ khí tài chi viện miền Nam thì bị máy bay tải thương của Quân đội Mỹ phát hiện.
Sự kiện này chấm dứt bí mật của đường mòn Hồ Chí Minh trên biển, đồng thời thúc đẩy phía Mỹ triển khai Chiến dịch Market Time ngăn chặn sự xâm nhập theo đường biển từ miền Bắc vào Việt Nam Cộng Hòa .

## Bối cảnh sự kiện
Vịnh Vũng Rô là ranh giới tự nhiên giữa hai tỉnh Phú Yên và Khánh Hoà. Vì nằm ngay sát rìa dãy núi Đèo Cả và có thế nước sâu (tàu có trọng tải lớn di chuyển dễ dàng) nên Vũng Rô được chọn để trở thành một bến tiếp nhận chi viện của tuyến đường mòn Hồ Chí Minh trên biển.
Bằng các yếu tố thuận lợi, Lữ đoàn 125 Hải quân Nhân dân Việt Nam vận chuyển thành công 3 chuyến bằng tàu C-41 (có tải trọng 50 tấn) trong vòng hơn 2 tháng:
- Chuyến đầu ngày 16 tháng 11, cập bến ngày 5 tháng 12 năm 1964, vận chuyển 43,920 tấn vũ khí.
- Chuyến thứ hai ngày 21 tháng 12, cập bến ngày 31 tháng 12 năm 1964, vận chuyển 46,729 tấn vũ khí.
- Chuyến thứ ba ngày 28 tháng 1, cập bến ngày 09 tháng 2 năm 1965, vận chuyển 45,951 tấn vũ khí.

Lợi dụng giai đoạn xảy ra nhiều giao tranh với Quân lực Việt Nam Cộng hòa tại vùng Nam Trung Bộ, đồng thời là dịp xuân Ất Tỵ, Lữ đoàn 125 tiếp tục cho vận chuyển chuyến thứ tư ngày 02 tháng 2 năm 1965 bằng tàu C-143 với 63,114 tấn vũ khí rời cảng Bính Động vào bến Lộ Diêu (tỉnh Bình Định). Tàu có thuyền trưởng là Lê Văn Thêm, chính trị viên là Phan Văn Bảng cùng 18 thủy thủ đoàn. Tuy nhiên tàu thay đổi lộ trình, không đến Lộ Diêu mà cập bến Vũng Rô lúc 23 giờ ngày 15 tháng 2 và được lực lượng tiếp nhận (gồm các đại đội du kích Hòa Hiệp, K.60, K.64 và tiểu đoàn 83) bốc dỡ khí tài đến 03 giờ sáng hôm sau thì neo gặp sự cố bất ngờ khiến tàu không thể rời bến. Khi tờ mờ sáng, thuyền trưởng Lê Văn Thêm cho chặt cây lá để ngụy trang, đồng thời ép sát tàu C-143 vào chân núi tại bãi Chùa và ở lại trong ngày. 

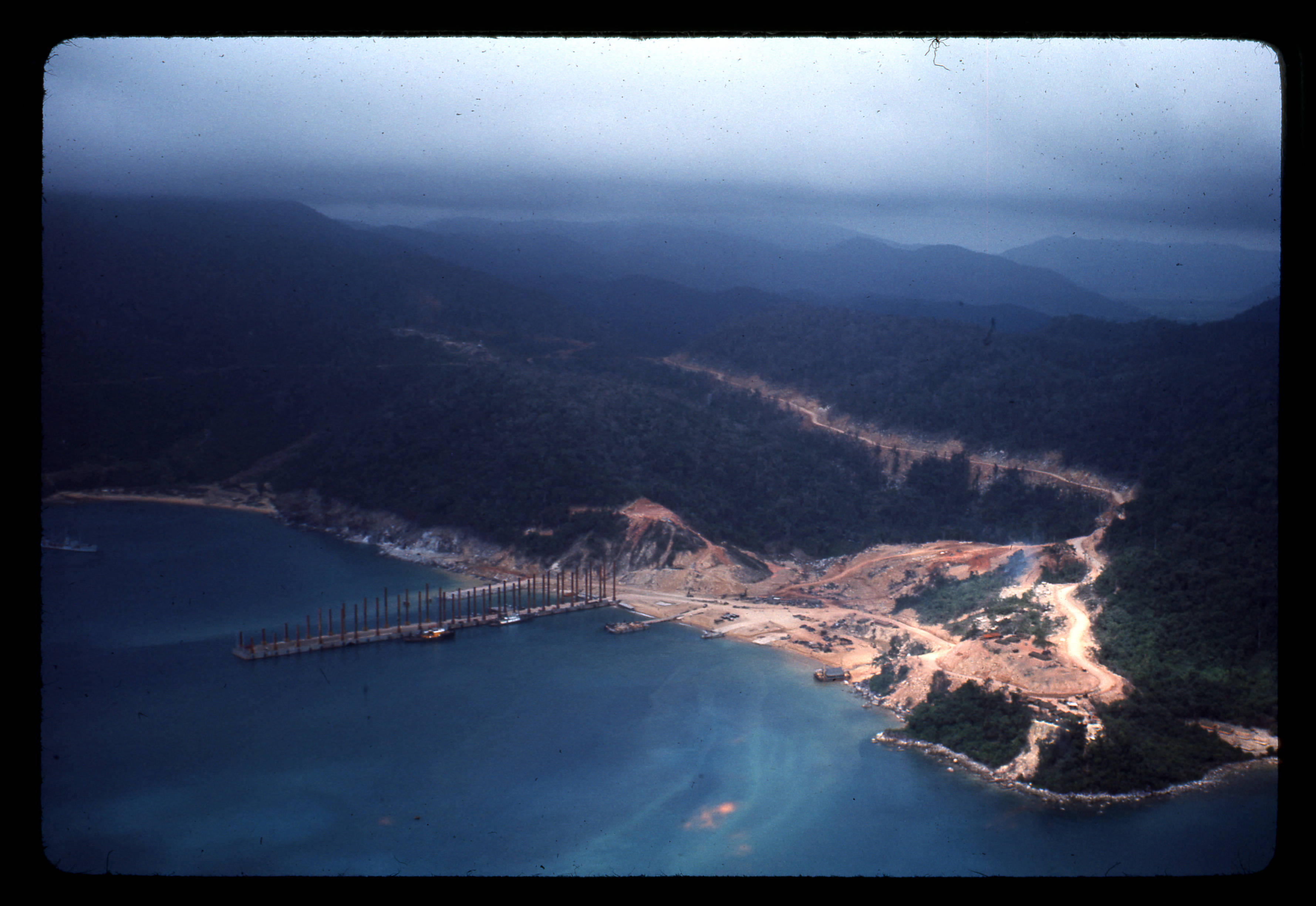
Vịnh Vũng Rô thời Chiến tranh Việt Nam

Cùng khoảng thời gian đầu tháng 2 năm 1965, giao tranh giữa Quân Giải phóng miền Nam và Quân lực Việt Nam Cộng hòa tại trận Dương Liễu - Đèo Nhông thuộc huyện Phù Mỹ (tỉnh Bình Định) gây ra nhiều thương vong. Suốt tuần lễ sau đó, máy bay tải thương của Quân đội Mỹ liên tục bay qua khu vực Vũng Rô để chở thương binh vào các bệnh viện Quảng Ngãi, Quy Nhơn và Nha Trang.

## Diễn biến
Khoảng 10 giờ ngày 16 tháng 2 năm 1965 (tính theo giờ Việt Nam), trong lúc lái một chiếc máy bay tải thương UH-1B bay dọc đường số 1 ven biển từ Quy Nhơn về Nha Trang, Trung úy James S. Bowers của Quân đội Mỹ phát hiện "một mỏm đá lạ nhô ra trên vách núi phía tây Vũng Rô" mà những ngày trước chưa có. Ngay lập tức, trung úy James báo cáo những gì nhìn thấy cho Harvey P. Rodgers - Thiếu tá Hải quân Mỹ, Cố vấn cấp cao Bộ tư lệnh Vùng II chiến thuật đóng tại Nha Trang. Harvey báo lại cho Thiếu tá Hồ Văn Kỳ Thoại - Tư lệnh Quân chủng Hải quân khu vực Duyên hải Nam Trung Bộ của Việt Nam Cộng hòa. Một tiếng sau, ông Thoại điều một số máy bay trinh sát đến khu vực Vũng Rô chụp ảnh và xác minh nghi ngờ.
Đến 14 giờ cùng ngày, 2 máy bay A-1 Skyraider của Không lực Việt Nam Cộng hòa bắn phá bãi Môn bằng tên lửa Rocket (tài liệu Lữ đoàn 125 viết thả bom xăng), cây lá ngụy trang cháy rụi và tàu tàu C-143 bị lộ. Chi huy trưởng đội du kích K.60 - Hồ Thanh Bình lệnh cho hai khẩu DShK-38 ở bãi lau nhả đạn 12,7mm vào các máy bay. Thủy thủ tàu và bộ binh dưới bến bắn trả binh lính Việt Nam Cộng hòa trên đồn Đèo Cả tràn xuống, thuyền trưởng Lê Văn Thêm bị thương.
Thống nhất cuộc họp lúc 16 giờ, nhằm xóa bỏ dấu vết và không để tàu bị Quân đội Việt Nam Cộng hòa chiếm dụng, Nguyễn Long An và một thủy thủ khác được ban chỉ huy lệnh xuống tàu đánh bộc phá 500 ki-lô-gam thuốc nổ. Tuy nhiên, do không tiếp cận được khoang máy nên phương án thất bại, 2 người bơi lại vào bờ.
Đêm ngày 16 tháng 2 năm 1965, Không lực Việt Nam Cộng hòa thả pháo sáng khu Vũng Rô.
Ngày 17 tháng 2 năm 1965, tướng Nguyễn Phúc Vĩnh Lộc chỉ huy Trung đoàn 46 Việt Nam Cộng hòa tấn công bãi Bàng và bãi Chính của khu Vũng Rô. Tối cùng ngày, Ban chỉ huy bến Vũng Rô cử một tiểu đội Công binh xuống và dùng 01 tấn thuốc nổ để phá hủy tàu C-143. Tuy nhiên sau khi giật nổ, tàu không tan xác mà chỉ xẻ làm đôi.
Từ ngày 18 đến ngày 24 tháng 2 năm 1965, hai bên tham chiến tiếp tục giao tranh. Phía Việt Nam Cộng hòa triển khai kế hoạch đánh từ trên cao xuống nhằm siết chặt vòng vây. Đêm ngày 24, quân lực hai bên chênh lệch, phía Quân Giải phóng miền Nam dùng mìn hủy các hang đá chứa khí tài, đồng thời phá vòng vây rồi rút về dãy Trường Sơn, theo đường 559 trở lại miền Bắc.

## Kết quả

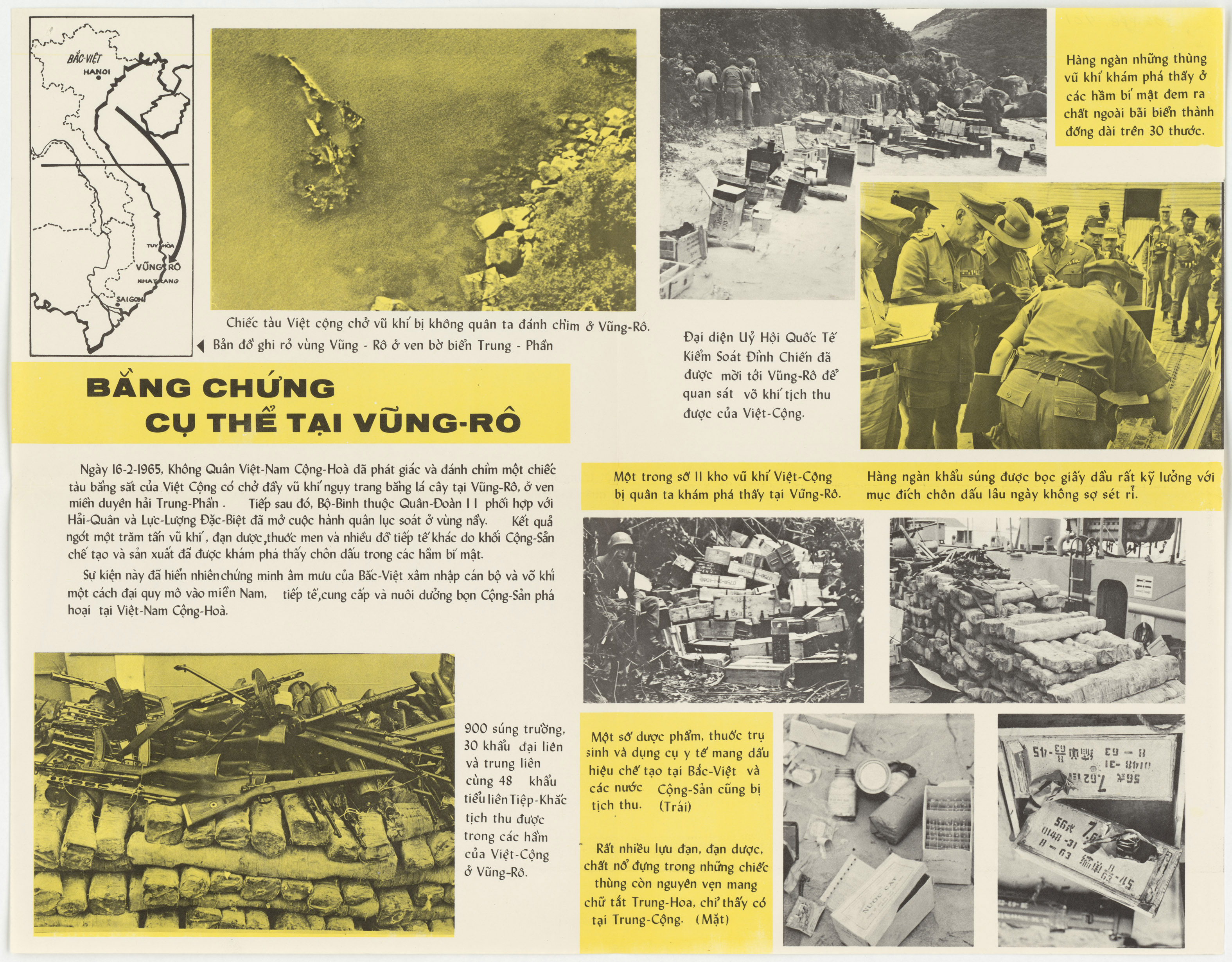
Áp phích tuyên truyền về sự kiện Vũng Rô tại Châu Á

Sự kiện Vũng Rô kết thúc cùng bí mật của đường mòn Hồ Chí Minh trên biển, 12 lính du kích thuộc đại đội K.60 của Quân Giải phóng miền Nam Việt Nam tử vong. Tàu C-143 cùng khoảng 100 tấn khí tài được cất giấu trên tàu và ven vịnh bị phá hủy.
Phía Quân đội Mỹ và Việt Nam Cộng hòa ước tính thiệt hại về chi phí hỏa lực rất lớn, trong đó có 2 xe bọc thép M-113 bị bắn cháy. Đồng thời có một trung đội trưởng và 100 binh lính tử vong.Chính phủ Việt Nam Cộng hòa và cố vấn Hải quân Mỹ, Đại úy Franklin W. Anderson lập tức tổ chức dò tìm vũ khí , khoảng 100 tấn khí tài chiến tranh xuất xứ Liên Xô và Trung Quốc được phát hiện, bao gồm 4.000 khẩu súng trường và súng máy, 1 triệu viên đạn cỡ nhỏ, 1.500 quả lựu đạn, 2.000 quả đạn súng cối và khoảng 245 ki-lô-gam thuốc nổ.

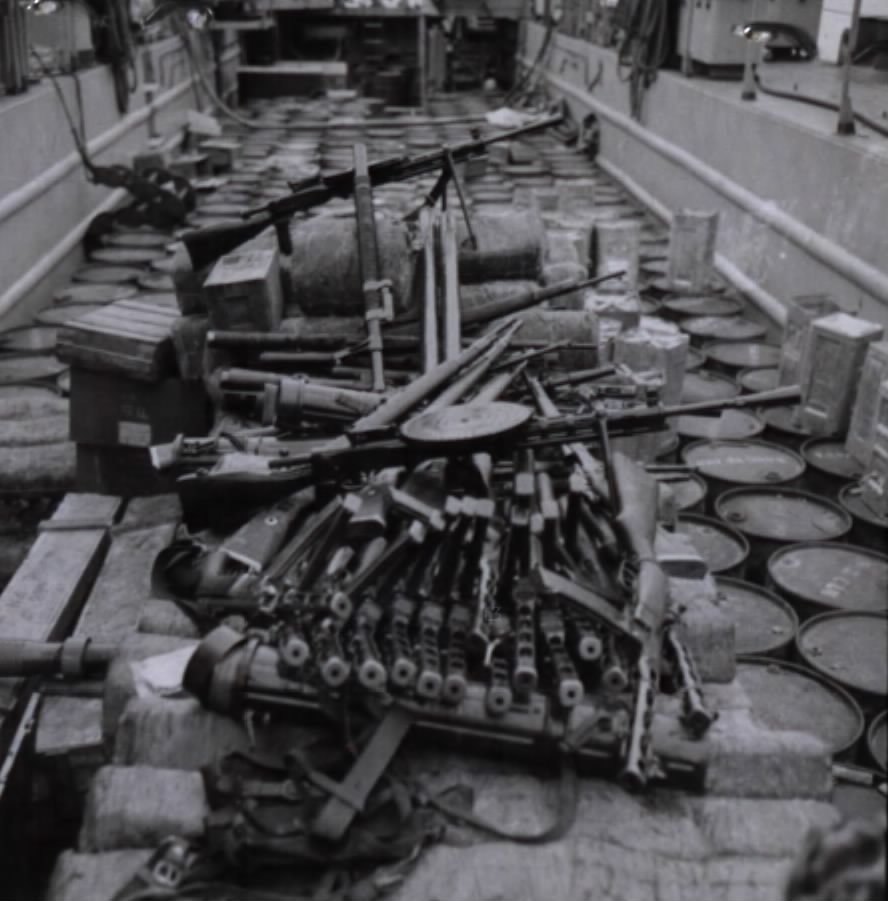
Khí tài Quân đội Mỹ và Việt Nam Cộng hòa thu giữ sau Sự kiện Vũng Rô.

Xác C-143 dài 39m cũng được cho trục vớt, tuy nhiên chỉ tháo gỡ được một số bộ phận tàu rồi đưa về Sài Gòn mở triển lãm và công bố trước báo chí. Điều này gây tranh cãi không chỉ trong nội bộ Quân đội Mỹ mà còn ở thế giới về số lượng vũ khí được chuyển vào miền Nam Việt Nam.
Tại tờ Naval Institute Press, Đại tá Mỹ R. Schrosbay nhận định:
| “ | Vụ Vũng Rô điều đã ngờ trong một thời gian dài nhưng chưa có bằng chứng. Số lượng chiến cụ lớn bị phát hiện chỉ ra rằng nhiều lô hàng lớn hơn đã được chở đến bằng tàu trước đó. Sự xuất hiện đồng thời loại vũ khí mới cỡ 7,62 mm của địch ở những khu vực ven biển khác nói lên một điều chắc chắn là địch còn sử dụng các vị trí khác nữa để nhận hàng chuyển bằng đường biển. | ” |